# Joseph-François de Habsbourg-Lorraine

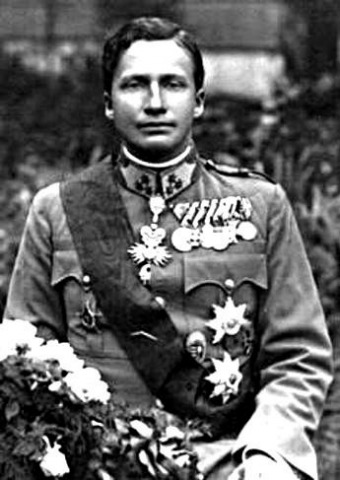
Archiduc Joseph-François, vers 1920.

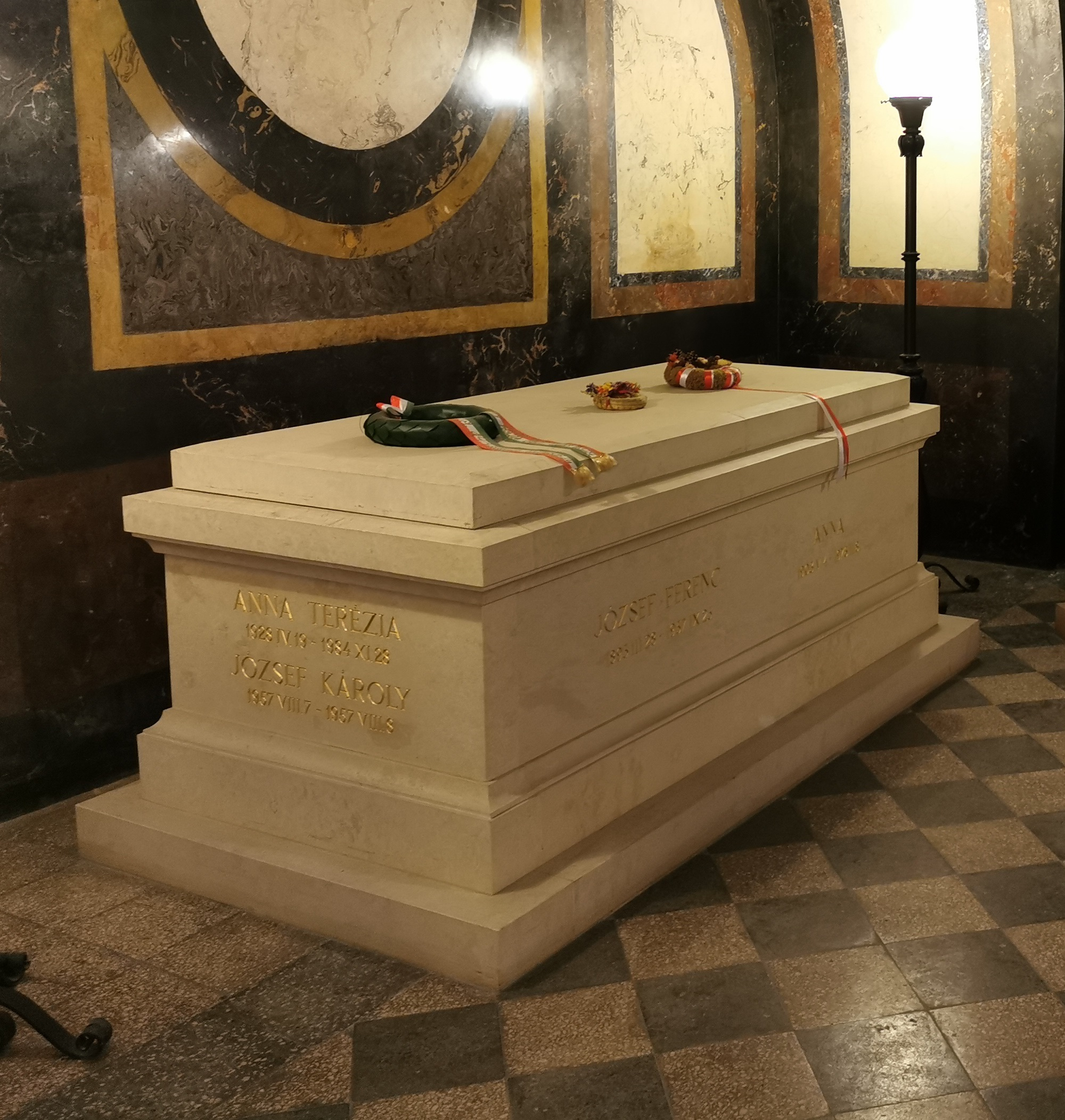
Tombeau de l'archiduc Joseph-François à Budapest.

Joseph François Léopold Antoine Ignace Marie de Habsbourg-Lorraine (en allemand : Josef Franz von Habsburg-Lothringen), né le 28 mars 1895 à Brünn, en Moravie et mort le 25 septembre 1957 à Carcavelos, au Portugal, est un archiduc d'Autriche et prince palatin de Hongrie. Il est le fils du feld-maréchal Joseph-Auguste de Habsbourg-Lorraine et descendant de l'empereur François-Joseph Ier.

## Biographie

### Famille
Joseph-François est le fils du prince palatin de Hongrie Joseph-Auguste de Habsbourg-Lorraine (1872-1962) et de son épouse la princesse Augusta de Bavière (1875-1964). Par son père, il appartient donc à la branche hongroise de la Maison de Habsbourg-Lorraine et descend de l'empereur Léopold II du Saint-Empire (1747-1792). Par sa mère, il est par ailleurs le premier arrière-petit-fils de l'empereur François-Joseph Ier d'Autriche (1830-1916).

### Candidat potentiel au trône de Hongrie
Il est considéré comme un possible candidat au trône de Hongrie en 1919-1920. Cependant, l'opposition des Français et des Britanniques à toute restauration des Habsbourg permet à l'amiral Miklós Horthy d'être proclamé régent.
L'archiduc Joseph-François, colonel hongrois de réserve et docteur en droit et en philosophie politique de l'Université de Budapest, s'intéresse particulièrement aux sciences, essentiellement à la chimie. En 1945, il doit s'exiler et quitte la Hongrie pour s'installer avec sa famille au Portugal.

### Mariage et descendance
Le 4 octobre 1924, Joseph-François épouse, au château de Sibyllenort, en Silésie, la princesse Anne de Saxe (1903-1976), fille du roi Frédéric-Auguste III de Saxe (1865-1932) et de son épouse Louise-Antoinette de Habsbourg-Toscane (1870-1947).
De cette union naissent huit enfants,, :
- Margarethe de Habsbourg-Lorraine (1925-1979), elle épouse en 1943 Alexander Erba-Odescalchi, prince de Monteleone (1914-2008) ;
- Ilona de Habsbourg-Lorraine (1927-2011), elle épouse en 1946 le duc Georges-Alexandre de Mecklembourg (1921-1996) dont elle divorce en 1974 ;
- Anne-Thérèse de Habsbourg-Lorraine (1928-1984), célibataire ;
- Joseph-Arpad de Habsbourg-Lorraine (1933-2017), il épouse en 1956 la princesse Maria de Löwenstein-Wertheim-Rosenberg (1935-2018), (postérité) ;
- Istvan Dominique de Habsbourg-Lorraine (1934-2011), il épouse morganatiquement en 1971 Maria Anderl (née en 1942) (postérité) ;
- Maria-Kinga de Habsbourg-Lorraine (née en 1938), elle épouse en 1959 Ernst Kiss (né en 1922) dont elle divorce en 1974 pour se remarier en 1988 avec Joachim Krist (1919-2005) ;
- Géza de Habsbourg-Lorraine (né en 1940), il épouse morganatiquement en 1965 Monica Decker (née en 1939) dont il divorce en 1991 (postérité). En 1992, il se remarie avec Elizabeth Kunstadter (née en 1956) (postérité) ;
- Michel Koloman de Habsbourg-Lorraine (né en 1942), il épouse en 1966 la princesse Christiane de Löwenstein-Wertheim-Rosenberg (née en 1940) (postérité).

### Mort
Joseph-François de Habsbourg-Lorraine meurt le 25 septembre 1957, à l'âge de 62 ans à Carcavelos, paroisse civile (en portugais : freguesia) du Portugal, rattachée à la municipalité de Cascais. Il est initialement inhumé au cimetière de Feldafing, en Bavière, auprès de ses parents, avant le transfert de ses restes dans la crypte palatinale du château de Buda en 2005,,.

## Honneurs
- 1191e chevalier de l'ordre de la Toison d'or d'Autriche (1915) ;
- Chevalier de 1re classe de l'ordre de la couronne de fer (Autriche) ;
- Bailli Grand-croix d'honneur et de dévotion de l'ordre souverain de Malte ;
- Chevalier de l'ordre de Saint-Hubert (Bavière) ;
- Chevalier de l'ordre suprême de la Très Sainte Annonciade (Maison de Savoie) ;
- Chevalier de l'ordre de la Couronne de Rue (Saxe) ;
- Lieutenant de l'Ordre équestre du Saint-Sépulcre de Jérusalem pour la Hongrie ;
- Croix de fer de seconde classe (Empire allemand).

## Ascendance
|  |                                             |  |  |  |  |  |  |  |  |  |  |  |  |
|  | 8. Joseph de Habsbourg-Lorraine             |  |  |  |  |  |  |  |  |  |  |  |  |
|  |                                             |  |  |  |  |  |  |  |  |  |  |  |  |
|  |                                             |  |  |  |  |  |  |  |  |  |  |  |  |
|  | 4. Joseph de Habsbourg-Lorraine             |  |  |  |  |  |  |  |  |  |  |  |  |
|  |                                             |  |  |  |  |  |  |  |  |  |  |  |  |
|  |                                             |  |  |  |  |  |  |  |  |  |  |  |  |
|  | 9. Marie-Dorothée de Wurtemberg             |  |  |  |  |  |  |  |  |  |  |  |  |
|  |                                             |  |  |  |  |  |  |  |  |  |  |  |  |
|  |                                             |  |  |  |  |  |  |  |  |  |  |  |  |
|  | 2. Joseph-Auguste de Habsbourg-Lorraine     |  |  |  |  |  |  |  |  |  |  |  |  |
|  |                                             |  |  |  |  |  |  |  |  |  |  |  |  |
|  |                                             |  |  |  |  |  |  |  |  |  |  |  |  |
|  | 10. Auguste de Saxe-Cobourg-Gotha           |  |  |  |  |  |  |  |  |  |  |  |  |
|  |                                             |  |  |  |  |  |  |  |  |  |  |  |  |
|  |                                             |  |  |  |  |  |  |  |  |  |  |  |  |
|  | 5. Clotilde de Saxe-Cobourg-Gotha           |  |  |  |  |  |  |  |  |  |  |  |  |
|  |                                             |  |  |  |  |  |  |  |  |  |  |  |  |
|  |                                             |  |  |  |  |  |  |  |  |  |  |  |  |
|  | 11. Clémentine d'Orléans                    |  |  |  |  |  |  |  |  |  |  |  |  |
|  |                                             |  |  |  |  |  |  |  |  |  |  |  |  |
|  |                                             |  |  |  |  |  |  |  |  |  |  |  |  |
|  | 1. Joseph-François de Habsbourg-Lorraine    |  |  |  |  |  |  |  |  |  |  |  |  |
|  |                                             |  |  |  |  |  |  |  |  |  |  |  |  |
|  |                                             |  |  |  |  |  |  |  |  |  |  |  |  |
|  | 12. Luitpold de Bavière                     |  |  |  |  |  |  |  |  |  |  |  |  |
|  |                                             |  |  |  |  |  |  |  |  |  |  |  |  |
|  |                                             |  |  |  |  |  |  |  |  |  |  |  |  |
|  | 6. Léopold de Bavière                       |  |  |  |  |  |  |  |  |  |  |  |  |
|  |                                             |  |  |  |  |  |  |  |  |  |  |  |  |
|  |                                             |  |  |  |  |  |  |  |  |  |  |  |  |
|  | 13. Auguste-Ferdinande de Habsbourg-Toscane |  |  |  |  |  |  |  |  |  |  |  |  |
|  |                                             |  |  |  |  |  |  |  |  |  |  |  |  |
|  |                                             |  |  |  |  |  |  |  |  |  |  |  |  |
|  | 3. Augusta de Bavière                       |  |  |  |  |  |  |  |  |  |  |  |  |
|  |                                             |  |  |  |  |  |  |  |  |  |  |  |  |
|  |                                             |  |  |  |  |  |  |  |  |  |  |  |  |
|  | 14. François-Joseph Ier d'Autriche          |  |  |  |  |  |  |  |  |  |  |  |  |
|  |                                             |  |  |  |  |  |  |  |  |  |  |  |  |
|  |                                             |  |  |  |  |  |  |  |  |  |  |  |  |
|  | 7. Gisèle d'Autriche                        |  |  |  |  |  |  |  |  |  |  |  |  |
|  |                                             |  |  |  |  |  |  |  |  |  |  |  |  |
|  |                                             |  |  |  |  |  |  |  |  |  |  |  |  |
|  | 15. Élisabeth en Bavière                    |  |  |  |  |  |  |  |  |  |  |  |  |
|  |                                             |  |  |  |  |  |  |  |  |  |  |  |  |
|  |                                             |  |  |  |  |  |  |  |  |  |  |  |  |